# Puerto de Ánimas, Chihuahua
Puerto de Ánimas är en ort i Mexiko.   Den ligger i kommunen Morelos och delstaten Chihuahua, i den nordvästra delen av landet, 1 200 km nordväst om huvudstaden Mexico City. Puerto de Ánimas ligger 1 918 meter över havet och antalet invånare är 156.
Terrängen runt Puerto de Ánimas är kuperad åt sydost, men åt nordväst är den bergig. Terrängen runt Puerto de Ánimas sluttar västerut. Runt Puerto de Ánimas är det mycket glesbefolkat, med 6 invånare per kvadratkilometer. Närmaste större samhälle är El Tablón, 9,7 km söder om Puerto de Ánimas. I omgivningarna runt Puerto de Ánimas växer i huvudsak blandskog.